# Chapter 24: The Return
"Chapter 24: The Return" es el octavo episodio y final de temporada de la tercera temporada de la serie de televisión estadounidense The Mandalorian. Fue escrito por el showrunner Jon Favreau y dirigido por Rick Famuyiwa. Fue lanzado en Disney+ el 19 de abril de 2023.

## Trama
Bo-Katan y su escuadrón de reconocimiento se retiran de la base de Moff Gideon. Al regresar a la nave insignia mandaloriana, Axe Woves envía la flota mandaloriana restante para reforzar a las tropas planetarias, mientras usa la nave como señuelo para atacar a los escuadrones TIE imperiales. Con la ayuda de Grogu, Din Djarin escapa del cautiverio y busca a Gideon a través de R5-D4, luchando contra numerosos soldados de asalto en el camino. Djarin y Grogu descubren tanques de clonación llenos de clones de Gideon y Djarin los destruye. Los mandalorianos y los restantes soldados de asalto mejorados con beskar se involucran en una larga escaramuza dentro de la base, que termina con la victoria de los mandalorianos. Djarin se enfrenta a Gideon, quien revela que buscaba usar a los clones para crear un gran ejército y que los mismos habrían podido usar la Fuerza, pero no pueden igualar la armadura beskar de Gideon. Bo-Katan llega y se enfrenta a Gideon con el Sable Oscuro, lo que le permite a Djarin abandonar la pelea y derrotar a los guardias pretorianos con Grogu, que usa la Fuerza para defenderse. 
Gideon destruye el Sable Oscuro, pero es vencido por los esfuerzos combinados de Djarin, Bo-Katan y Grogu. Woves embiste a la nave capital mandaloriana contra la base imperial y Gideon es consumido por la explosión resultante; Grogu protege a Bo-Katan y Djarin de la explosión con una burbuja de fuerza. Después de la batalla, los mandalorianos reinician la Gran Fragua en el corazón de Mandalore y Djarin adopta formalmente a Grogu, lo que le permite convertirse en su aprendiz y adoptando el nombre Din Grogu. Posteriormente, Djarin viaja a Adelphi donde acepta un contrato honesto con Carson Teva para trabajar cazando imperiales y se muda a una cabaña en las afueras de la capital de Nevarro, como Greef Karga le ofreció anteriormente, mientras que IG-11 es reconstruido por los mecánicos de Anzellan para servir como nuevo alguacil del planeta.

## Producción

### Desarrollo
El episodio es dirigido por Rick Famuyiwa, a partir de un guion del creador de la serie Jon Favreau.

### Casting
Pedro Pascal y Katee Sackhoff interpretan a Din Djarin / The Mandalorian y Bo-Katan Kryze, respectivamente. The Mandalorian es interpretado físicamente por los dobles de acción Brendan Wayne y Lateef Crowder, con Wayne y Crowder recibiendo crédito como coprotagonistas.
El elenco coprotagonista de este episodio regresó de episodios anteriores, incluidos Giancarlo Esposito como Moff Gideon, Carl Weathers como Greef Karga, Emily Swallow como The Armorer, Simon Kassianides como Axe Woves, Mercedes Varnado como Koska Reeves, Paul Sun-Hyung Lee como Capitán Carson Teva y Taika Waititi como IG-11.

### Música
Joseph Shirley compuso la partitura musical del episodio, reemplazando a Ludwig Göransson.

## Recepción
En Rotten Tomatoes, el episodio tiene una puntuación del 78% según las reseñas de 17 críticos. El consenso de los críticos del sitio web dice: "Una temporada inconexa produce un clímax torpe, pero 'The Return' concluye esta saga en particular con una nota lo suficientemente alta y al mismo tiempo promete un nuevo comienzo para The Mandalorian en el futuro".